# NK Široki Brijeg
NK Široki Brijeg är en fotbollsklubb från Široki Brijeg i Bosnien och Hercegovina som för närvarande (2024) spelar i Premijer Liga i Bosnien och Hercegovina. NK Široki Brijeg spelar sina hemmamatcher på Pecara-stadion. Klubbens fanklubb heter "Škripari" och grundades 1996. 
Fotbollsklubben grundades 1948 som "Borak". Under sin existens har klubben använt flera olika namn: Boksit, Lištica, Mladost och Mladost-Dubint. Sedan klubben grundades har Široki spelat i lokala ligor utan större framgång. Verkliga framgångar kom först efter slutet av kriget i Bosnien och Hercegovina. I Herceg-Bosna-ligan, under namnet Mladost och senare med sponsornamnet Mladost-Dubint, vann Široki fem mästerskapstitlar i rad och är den mest framgångsrika klubben i Herceg-Bosnas förataligas historia. Efter att ha gått in i Premijer Liga i Bosnien och Hercegovina imponerade Široki och blev redan under andra säsongen tvåa och kvalificerade sig till Uefacupen. Säsongen 2003/04 blev Široki mästare i Bosnien och Hercegovina för första gången i dess historia. Denna framgång upprepades säsongen 2005/06. 

## Hemmaarena
Efter etableringen 1948 valde Široki Brijeg den närliggande spelplanen vid Purin Gaj. NK Široki Brijeg stannade där till 1953, då klubben började spela i Pecara, en del av Široki Brijeg. Stadion Pecara hade inte läktare vid den tiden, åskådarna stod runt fotbollsplanen under matchen. Široki, under dåvarande namnet Mladost, nådde stora framgångar på Pecara på 1950-, 60- och 70-talen. Sedan renoverades Pecara 1973: en ny gräsmatta anlades, den södra betongläktaren byggdes och byggandet av den norra läktaren påbörjades. Fram till 1990-talet spelade klubben på Pecara, som kunde ta emot upp till 1 000 åskådare. Det största antalet åskådare registrerades den 3 februari 1984, vid en vänskapsmatch med NK Dinamo Zagreb, där cirka 4 000 åskådare samlades. Stadion fick sitt nuvarande utseende i slutet av 90-talet och början av det nya millenniet, med de norra, östra och västra läktarna. Arenan är en av de första i BiH med UEFA-licens för att kunna spela europeiska matcher. Dagens kapacitet på stadion är 5 000–6 000 platser.

## Europaspel
| Säsong  | Tävling           | Omgång | Motståndare           | Hemma | Borta      | Totalt   |
| ------- | ----------------- | ------ | --------------------- | ----- | ---------- | -------- |
| 2002–03 | Uefacupen         | QR     | Senec                 | 3–0   | 2–1        | 5–1      |
| 2002–03 | Uefacupen         | R1     | Sparta Prague         | 0–1   | 0–3        | 0–4      |
| 2004–05 | Champions League  | QR1    | Neftçi                | 2–1   | 0–1        | 2–2 (BM) |
| 2005–06 | Uefacupen         | QR1    | Teuta                 | 3–0   | 1–3        | 4–3      |
| 2005–06 | Uefacupen         | QR2    | Zeta                  | 4–2   | 1–0        | 5–2      |
| 2005–06 | Uefacupen         | R1     | Basel                 | 0–1   | 0–5        | 0–6      |
| 2006–07 | Champions League  | QR1    | Shakhtyor Soligorsk   | 1–0   | 1–0        | 2–0      |
| 2006–07 | Champions League  | QR2    | Heart of Midlothian   | 0–0   | 0–3        | 0–3      |
| 2007–08 | Uefacupen         | QR1    | Koper                 | 3–1   | 3–2        | 6–3      |
| 2007–08 | Uefacupen         | QR2    | Hapoel Tel Aviv       | 0–3   | 0–3        | 0–6      |
| 2008–09 | Uefacupen         | QR1    | Partizani             | 0–0   | 3–1        | 3–1      |
| 2008–09 | Uefacupen         | QR2    | Beşiktaş              | 1–2   | 0–4        | 1–6      |
| 2009–10 | Europa League     | QR1    | Urartu                | 0–1   | 2–0        | 2–1      |
| 2009–10 | Europa League     | QR2    | Sturm Graz            | 1–1   | 1–2        | 2–3      |
| 2010–11 | Europa League     | QR1    | Olimpija Ljubljana    | 3–0   | 2–0        | 5–0      |
| 2010–11 | Europa League     | QR2    | Austria Wien          | 0–1   | 2–2        | 2–3      |
| 2011–12 | Europa League     | QR1    | Olimpija Ljubljana    | 0–0   | 0–3        | 0–3      |
| 2012–13 | Europa League     | QR2    | St Patrick's Athletic | 1–1   | 1–2 (e.f.) | 2–3      |
| 2013–14 | Europa League     | QR2    | Irtysh Pavlodar       | 2–0   | 2–3        | 4–3      |
| 2013–14 | Europa League     | QR3    | Udinese               | 1–3   | 0–4        | 1–7      |
| 2014–15 | Europa League     | QR1    | Gabala                | 3–0   | 2–0        | 5–0      |
| 2014–15 | Europa League     | QR2    | Mladá Boleslav        | 0–4   | 1–2        | 1–6      |
| 2016–17 | Europa League     | QR1    | Birkirkara            | 1–1   | 0–2        | 1–3      |
| 2017–18 | Europa League     | QR1    | Ordabasy              | 2–0   | 0–0        | 2–0      |
| 2017–18 | Europa League     | QR2    | Aberdeen              | 0–2   | 1–1        | 1–3      |
| 2018–19 | Europa League     | QR1    | Domžale               | 2−2   | 1–1        | 3–3 (BM) |
| 2019–20 | Europa League     | QR1    | Qajrat                | 1–2   | 1–2        | 2–4      |
| 2021–22 | Conference League | QR1    | Vllaznia              | 3–1   | 0–3        | 3–4      |